# Liudmila Petrova
Liudmila Petrova (Karakly, Rusia; 7 de octubre de 1968) es una corredora de fondo rusa, que ganó la prestigiosa maratón de Nueva York en la edición del año 2000, con un tiempo de 2:25:45 segundos. Petrova representó a su país natal en dos Juegos Olímpicos de Verano: 1996 en Atlanta y 2004 en Atenas.
Petrova se ha especializado en carreras de carretera. En los campeonatos internacionales, terminó novena en los Campeonatos de Europa de 1998 y octava en los Juegos Olímpicos de 2004. También terminó séptima en el Campeonato Mundial de Media Maratón de 1999, decimoctava en el Campeonato Mundial de Media Maratón de 1999 y decimotercera en el Campeonato Mundial de Media Maratón de 2002.
Sus mejores tiempos personales fueron 8,59,15 minutos en los 3000 metros (bajo techo), logrados en el Campeonato de Europa en pista cubierta de 1996 en Estocolmo; 15,20,44 minutos en los 5000 metros, logrados en julio de 1996 en San Petersburgo; y 31:36,76 minutos en los 10 000 metros, logrados en mayo de 2003 en Palo Alto.